# Zirkadiane Schlaf-Wach-Rhythmusstörung
Bei den zirkadianen Schlaf-Wach-Rhythmusstörungen handelt es sich um eine Gruppe von Schlafstörungen. Das  zugrunde liegende Problem besteht darin, dass die Betroffenen nicht schlafen können, wenn der Schlaf gewünscht wird, erforderlich ist oder erwartet wird und auch nicht wach sind, wenn Wachheit gewünscht oder erforderlich ist oder erwartet wird.
Schlafen und Wachsein nach dem individuellen Schlaf-Wach-Rhythmus findet nicht zu den vom Umfeld akzeptierten Zeiten und nicht passend zum Hell-Dunkel-Wechsel und dem Rhythmus der Umgebung statt. Neben dem Konfliktpotential kommt es zu gesundheitlichen Problemen für die Betroffenen, wenn die zum individuellen Schlaf-Wach-Rhythmus passenden Zeiten für das Einschlafen und Aufwachen wegen der Anforderungen von Schule, Beruf, Familie und Freundeskreis nicht eingehalten werden. Die Folge sind insomnische und hypersomnische Beschwerden, die erhebliche Auswirkungen für die Patienten annehmen können.

## Zirkadiane Rhythmik
Der zirkadiane Rhythmus ist darauf ausgelegt, beim Menschen in der Dunkelphase ein Optimum an Schlaf und Erholung und in der Hellphase ein Optimum an Leistung zu ermöglichen. Deshalb wird der zirkadiane Rhythmus mit dem Hell-Dunkel-Wechsel aus dem geophysikalischen Tag-Nacht-Rhythmus synchronisiert. Der innere Rhythmus benötigt an sich keine Signale von außen, hat jedoch nicht immer eine Periodenlänge von genau 24 Stunden und wird mit Hilfe von äußeren Reizen, den sogenannten Zeitgebern, an den 24-Stundenzyklus anpasst. Die intrinsische Periodenlänge beträgt bei gesunden jungen und älteren Erwachsenen durchschnittlich 24,18 Stunden.
Plötzlich auftretende Abweichungen wie andere Ortszeiten nach einem Langstreckenflug und damit ein Hell-Dunkel-Wechsel nach einer vom Organismus nicht erwarteten Zeitspanne können ebenso wie zu geringe Stärke der zur Korrektur benötigten Zeitgeber in Polnähe (Mitternachtssonne und Wintersonnenwende) problematisch sein. Dies erklärt auch den hohen Anteil von Blinden bei einigen der zirkadianen Schlaf-Wach-Rhythmusstörungen.
Eine Leitvariable der zirkadianen Rhythmik ist die Körperkerntemperatur, die ihren Tiefpunkt (Nadir) zur Zeit der geringsten Leistungsfähigkeit gegen 3 Uhr nachts hat.

## Klassifikation
Nach dem Klassifikationssystem für Schlafstörungen „International Classification of Sleep Disorders“ (ICSD-2) werden transiente und chronische Formen unterschieden, die teils intrinsisch und teils exogen bedingt sind. Der Schlaf selbst ist zunächst nicht gestört, er tritt aber zur „falschen“ Zeit auf.
Bei den beiden nachfolgenden Formen sind innere und äußere Rhythmen vorübergehend entkoppelt, die Störungen treten nur während dieser Entkopplung auf:
- Jetlag (ausführliche Bezeichnung: „zirkadiane Schlaf-Wach-Rhythmusstörung, Typ Jetlag“)
- Schichtarbeitersyndrom („zirkadiane Schlaf-Wach-Rhythmusstörung, Typ Schichtarbeitersyndrom“)

Bei den beiden Typen des Schlafphasensyndroms ist der individuelle Schlaf-Wach-Rhythmus gegenüber dem Rhythmus der Umgebung konstant um wenige Stunden verschoben:
- Syndrom der verzögerten Schlafphase („zirkadiane Schlaf-Wach-Rhythmusstörung, Typ verzögerte Schlafphase“)
- Syndrom der vorverlagerten Schlafphase („zirkadiane Schlaf-Wach-Rhythmusstörung, Typ vorverlagerte Schlafphase“)

Bei den chronischen Formen sind die Auswirkungen in Schule, Beruf und Familie erheblich, da passende Tätigkeiten kaum zu finden und Kontakte für die Betroffenen schwer aufrechtzuerhalten sind:
- Nicht-24-Stunden-Schlaf-Wach-Störung („zirkadiane Schlaf-Wach-Rhythmusstörung, Typ freilaufender Rhythmus“, auch „hypernykthemerales Syndrom“), englisch „Non-24-Hour Sleep-Wake Disorder“, abgekürzt N24SWD oder Non-24: Der individuelle Schlaf-Wach-Rhythmus verschiebt sich von Tag zu Tag um eine einigermaßen konstante Größe. Vorübergehend entstehen Zeiten, in denen der Schlaf-Wach-Rhythmus des Betroffenen synchron zu dem seiner Umgebung ist. Wegen dieses schwankenden Auftretens und wegen der natürlichen und sozialen Zeitgeber ist die Diagnose dieses Typs aufwändig und langwierig, aber trotzdem am Ende unsicher. Ein besonderes Problem ist die Abgrenzung vom Typ verzögerte Schlafphase.[5][6] Die Störung ist in der Klassifikation ICD-10-CM enthalten, in der internationalen ICD-10-WHO jedoch nicht.[7] Im Entwurf für ICD-11 ist sie (Stand 2020) mit Gültigkeit ab 2022 vorgesehen.[8]
- Unregelmäßiger Schlaf-Wach-Rhythmus („zirkadiane Schlaf-Wach-Rhythmusstörung, Typ irregulärer Schlaf-Wach-Rhythmus“): Die Schlafepisoden sind unregelmäßig und für die Betroffenen nicht vorhersehbar verteilt, wobei die Summe der Schlafstunden altersgemäß ist.[2]

Darüber hinaus kommen zirkadiane Schlaf-Wach-Rhythmusstörungen durch körperliche Erkrankungen und durch Drogen, Medikamente oder Substanzen oder auch übermäßigen Alkoholkonsum vor.

## Verbreitung
Die Formen Jetlag und Schichtarbeitersyndrom sind recht häufig, die übrigen Formen sind im Vergleich dazu eher selten.

## Forschungsbedarf
Die Deutsche Gesellschaft für Schlafforschung und Schlafmedizin sah 2009 Forschungsbedarf für alle Typen der zirkadianen Schlaf-Wach-Rhythmusstörungen, wobei insbesondere Untersuchungen, die die Symptomatik in den Vordergrund stellen, bisher fehlen. Problematisch sind die chronischen Formen durch die kleinen Fallzahlen.